# Северный морской окунь
Северный морской окунь (лат. Sebastes borealis) — морская рыба семейства  скорпеновых (Scorpaenidae). Обитает в северной части Тихого океана. Встречается на глубине до 1200 м. Максимальная длина 120 см, а масса 23 кг.

## Описание
Грузное массивное тело покрыто ктеноидной чешуёй. Межглазничное пространство выпуклое. Нижний край орбиты глаза гладкий. На жаберной крышке два шипа. Нижняя челюсть выдаётся вперёд. В боковой линии 28—32 чешуй. 
Длинный спинной плавник с 13 колючими и 12—14 мягкими лучами, в анальном плавнике 3 колючих и 6—8 мягких лучей. Хвостовой плавник с небольшой выемкой.
Жаберные тычинки короткие с шиповидными окончаниями, на первой жаберной дуге 28—30 тычинок
.
Окраска красновато-розовая или оранжево-красная, по бокам тела проходят более тёмные красные вертикальные полосы. На жаберной крышке нет тёмных пятен. Плавники красноватые, спинной и анальный плавники с чёрной каймой. Ротовая и жаберные полости красные с чёрными пятнами.
Максимальная зафиксированная длина 120 см, а масса 23 кг. Особи, принадлежащие к популяции, обитающей у Курильских и Алеутских островов и в восточной части Берингова моря, в целом мельче особей из вод восточной Камчатки, Британской Колумбии, южной и западной частей Берингова моря, залива Аляска (средняя длина 38—46 см и 53—69 см, соответственно). В западной части Берингова моря в траловых уловах попадаются в основном окуни длиной 60—62 см и массой около 4,3 кг, у северных Курильских о-вов — 39—41 см и 1,5—1,7 кг.

## Распространение
Северная часть Тихого океана. Распространён вдоль тихоокеанского побережья островов Хонсю и Хоккайдо, Курильских островов, полуострова Камчатка до северной части Берингова моря. Многочисленен у Алеутских островов и в заливе Аляска. Встречается у побережья Британской Колумбии и далее на юг до южной Калифорнии . 

## Биология
Морская рыба. Встречается на глубинах от 25 до 1200 м, наибольшие концентрации на глубинах 200—600 м. Максимальная продолжительность жизни оценивается в 157 лет. Возраст самых крупных особей в траловых и ярусных уловах в водах, омывающих Курильские острова, Камчатку и в западной части Берингова моря не превышает 38—42 года. Эти рыбы растут медленно. На втором году жизни их длина достигает 12,8 см, в 5 лет – 24,0 см, в 10 лет – 37,8 см. Далее ежегодные приросты не превышают 1,2—3,3 см. Средняя длина 30-летних особей 78,2 см.

### Питание
Состав пищи северных морских окуней разнообразен. Основу рациона молоди составляют эвфаузииды и бокоплавы. Взрослые особи питаются кальмарами, мезопелагическими рыбами (светящиеся анчоусы и серебрянка) и креветками. Кроме того, из рыб отмечены минтай, сельдь, ликоды, мелкие бычки и трёхзубая минога. Преобладание в рационе мезопелагических рыб и кальмаров даёт основание предположить, что северные морские окуни могут охотиться в толще воды.  

### Размножение
Живородящие рыбы с внутренним оплодотворением. Созревают в возрасте 11—15 лет при длине тела 45—60 см. Спаривание происходит осенью. Сперма сохраняется внутри самки в течение нескольких месяцев до оплодотворения икры. Вылупление происходит внутри самки, личинки вымётываются в феврале—июле с пиком в марте—мае. Плодовитость 61—1410 тыс. личинок. Первые 1—2 года молодь обитает в толще воды, затем переходит к придонному образу жизни.

## Хозяйственное значение
Ценная промысловая рыба. Специализированный промысел ведётся донными тралами, ярусами и донными сетями. Основные промысловые районы — залив Аляска, западная часть Берингова моря и северные Курильские острова. Обладает высокими вкусовыми качествами. Пользуется спросом на рынке, особенно в Японии.